# Poti
Poti este un oraș portuar cu 41.465 locuitori (2014) situat la gura de vărsare a lui Rioni în Marea Neagră, regiunea Migrelia Georgia.